# Rumänische Eishockeyliga 1988/89
Die Saison 1988/89 war die 59. Spielzeit der rumänischen Eishockeyliga, der höchsten rumänischen Eishockeyspielklasse. Meister wurde zum insgesamt 26. Mal in der Vereinsgeschichte Steaua Bukarest.

## Modus
In der Hauptrunde absolvierte jede der vier Mannschaften insgesamt 24 Spiele. Der Erstplatzierte der Hauptrunde wurde Meister. Für einen Sieg erhielt jede Mannschaft zwei Punkte, bei einem Unentschieden gab es einen Punkt und bei einer Niederlage null Punkte.

## Hauptrunde

### Tabelle
|    | Klub               | Sp | S  | U | N  | T   | GT  | Punkte |
| -- | ------------------ | -- | -- | - | -- | --- | --- | ------ |
| 1. | Steaua Bukarest    | 24 | 19 | 3 | 2  | 181 | 57  | 41     |
| 2. | SC Miercurea Ciuc  | 24 | 11 | 5 | 8  | 89  | 78  | 27     |
| 3. | Dinamo Bukarest    | 24 | 9  | 4 | 11 | 77  | 101 | 22     |
| 4. | CSM Dunărea Galați | 24 | 3  | 0 | 21 | 64  | 175 | 6      |

Sp = Spiele, S = Siege, U = Unentschieden, N = Niederlagen